# Trichaster
Genre
Trichaster est un genre d'ophiures (échinodermes) abyssales de la famille des Euryalidae.

## Liste des espèces
Selon World Register of Marine Species (11 septembre 2020) :
- Trichaster acanthifer Döderlein, 1927
- Trichaster flagellifer von Martens, 1866
- Trichaster ornatus (Rasmussen, 1950) †
- Trichaster palmiferus (Lamarck, 1816)